# Bretz
Bretz (francès Bretx) és un municipi occità de Gascunya, en el departament del Tarn i Garona, a la regió d'Occitània.